# Son Llompard
Son Llompard és una possessió del terme municipal de Palma, Mallorca, situada entre la carretera de Sóller, el torrent de Bunyola, Son Ponç dels Ullastres i l'estació de metro de Son Sardina.

## Història
El 1578 Blai Pellisser posseïa el rafal de Son Pellisser que més endavant seria anomenat Son Llompard. El 1614, pertanyia, per indivís, a Mateu de Puigdorfila i a Jordi Sureda, tenia cases i era dedicat al conreu de cereals. El 1637 era del tintorer Jaume Gelabert i era denominat també Son Gelabert. El 1644 pertanyia al doctor en drets Francesc Llompard, de qui prengué la denominació de Son Llompard. Tenia 12 quarterades de vinya. El 1685, n'era propietari Miquel Joan Serralta i Castell, tenia cases, amb celler, molí de sang i una capella amb un retaule de sant Josep. A les cases, hi havia nombroses pintures a l'oli, de temàtica religiosa. El 1777, Pere Joan Morell i Vallès d'Almadrà vengué Son Llompard a Antoni Marcel Pujol, membre d'una destacada família de mercaders originària de Marsella. El 1817 la possessió tenia una superfície de 90 quarterades, i el 1818 en tenia 116 (38 eren de vinya, 40 d'ametllers, 26 d'oliverar, 6 de sementers i 6 de garriga). El 1948, després de diverses segregacions, tenia poc més de 52 quarterades. El 2011, el nucli primitiu de Son Llompard constava dividit en cinc parcel·les d'unes quatre quarterades cadascuna, una de les quals comprenia les cases i una altra, un casal de construcció recent, mentre que de la porció situada a l'extrem de ponent havien estat expropiats el 2004 uns 9177 m² amb motiu de la construcció del metro a la Universitat de les Illes Balears.

## Construccions
El nucli primitiu de Son Llompard consta de la casa principal i una sèrie de dependències auxiliars, la majoria de les quals formen, amb la referida casa, un recinte tancat amb clastra central. La casa principal és de grans proporcions, a l'estil del palau senyorial rural, del segle xix, amb coberta de teulada a dos vessants amb teula àrab. Té l'accés principal per la façana de migjorn, per un portal situat al primer pis, al qual s'accedeix per una escala. Aquesta façana de migjorn o principal mira a la clastra, que és de planta rectangular i està empedrada. S'accedeix a la clastra per la part de ponent, a través d'un portal d'arc rebaixat obert sobre un cos allargat que uneix la casa principal amb un cos situat a migjorn, i que a la part superior forma una terrassa a la qual es pot accedir des del primer pis de la referida casa principal, per la seva façana de migjorn; la clastra és tancada parcialment per tramuntana per un mur amb portalet, davant el qual hi ha un pou, mentre que per la resta de costats ho està pels cossos que l'enrevolten. Hi ha tres portals amb arc de mig punt, un a la façana de migjorn (que ha estat modificat per rebaixar-ne l'obertura i al qual se li ha afegit una escala d'accés) i dos a la de ponent (tapiats amb pedra en verd). A la façana de tramuntana es veuen perfectament definides les tres crugies. Al capdamunt de la casa principal destaca la xemeneia. La resta de cossos alterna una i dues alçades, la majoria a dos vessants i tots amb coberta de teulada. A ponent d'aquest conjunt principal, hi ha una dependència auxiliar, antiga vaqueria, d'una sola planta, amb un clos tancat de paret.